# أوريليو فرنانديز سانشيز
أوريليو فرنانديز سانشيز هو سياسي إسباني، ولد في 1897 في أشتورية في إسبانيا، وتوفي في 1974 في غوادالاخارا في المكسيك. انتخب Minister of Health and Social Assistance of the Government of Catalonia ‏ (16 أبريل 1937 – 5 مايو 1937).